# December’s Children (And Everybody’s)
| Оценки критиков | Оценки критиков |
| Источник        | Оценка          |
| --------------- | --------------- |
| Allmusic        | [ 1 ]           |

December’s Children (And Everybody’s) — пятый американский студийный альбом британской рок-группы The Rolling Stones, выпущенный в 1965 году.

## Композиции
| №  | Название                   | Длительность |
| -- | -------------------------- | ------------ |
| 1. | «She Said Yeah»            | 1:34         |
| 2. | «Talkin' About You»        | 2:32         |
| 3. | «You Better Move On»       | 2:41         |
| 4. | «Look What You've Done»    | 2:16         |
| 5. | «The Singer, Not the Song» | 2:22         |
| 6. | «Route 66»                 | 2:39         |

| №   | Название              | Длительность |
| --- | --------------------- | ------------ |
| 7.  | «Get Off of My Cloud» | 2:54         |
| 8.  | «I'm Free»            | 2:23         |
| 9.  | «As Tears Go By»      | 2:45         |
| 10. | «Gotta Get Away»      | 2:06         |
| 11. | «Blue Turns to Grey»  | 2:30         |
| 12. | «I'm Moving On»       | 2:13         |

## В записи участвовали
The Rolling Stones
- Мик Джаггер — вокал, губная гармоника и перкуссия
- Кейт Ричардс — гитара и бэк-вокал
- Брайан Джонс — гитара, губная гармоника и бэк-вокал
- Чарли Уоттс — ударные
- Билл Уаймэн — бас-гитара и бэк-вокал

Приглашённые музыканты
- Иэн Стюарт — фортепиано, орган
- Джек Ницше — перкуссия, орган

## Чарты
Альбом
| Год  | Чарт          | Позиция |
| ---- | ------------- | ------- |
| 1966 | Billboard 200 | 4       |

Синглы
| Год  | Сингл                 | Чарт              | Позиция |
| ---- | --------------------- | ----------------- | ------- |
| 1965 | «Get Off of My Cloud» | Billboard Hot 100 | 1       |
| 1966 | «As Tears Go By»      | Billboard Hot 100 | 6       |

## Сертификации
| Страна | Организация | Сертификат |
| ------ | ----------- | ---------- |
| : США  | RIAA        | Золотой    |